# Campeonato Paulista Série A2 2001
In 2001 werd het 55ste Campeonato Paulista Série A2 gespeeld voor voetbalclubs uit de Braziliaanse staat São Paulo. De competitie werd georganiseerd door de FPF en werd gespeeld van 4 februari tot 30 juni. Etti Jundiaí werd kampioen. 
Aanvankelijk zouden enkel de kampioen en de vicekampioen promoveren en zouden de laatste twee degraderen. Echter door de uitbreiding van het Torneio Rio-São Paulo 2002. Promoveerden drie extra clubs en werden Comercial en Sãocarlense gespaard van degradatie.

## Eindstand
In geval van gelijkspel worden strafschoppen genomen. Bij een 0-0 krijgt de winnaar één punt en de verliezer geen punten. Indien er gescoord werd in het gelijkspel krijgt de winnaar van de strafschoppenreeks twee punten en de verliezer één punt. 
| Plaats | Clu             | Wed. | W  | G+2 | G+1 | G+0 | V  | Saldo | Ptn. |
| ------ | --------------- | ---- | -- | --- | --- | --- | -- | ----- | ---- |
| 1.     | Etti Junidaí    | 30   | 18 | 6   | 1   | 0   | 6  | 62:30 | 65   |
| 2.     | Santo André     | 30   | 17 | 4   | 3   | 0   | 6  | 58:34 | 62   |
| 3.     | Juventus        | 30   | 16 | 4   | 4   | 2   | 4  | 61:36 | 60   |
| 4.     | Ituano          | 30   | 15 | 4   | 5   | 2   | 4  | 51:30 | 58   |
| 5.     | América         | 30   | 13 | 2   | 3   | 0   | 11 | 54:54 | 46   |
| 6.     | Olímpia         | 30   | 13 | 1   | 4   | 0   | 11 | 56:46 | 45   |
| 7.     | Araçatuba       | 30   | 12 | 3   | 2   | 0   | 13 | 40:56 | 44   |
| 8.     | Rio Preto       | 30   | 11 | 2   | 6   | 0   | 11 | 49:50 | 43   |
| 9.     | Mirassol        | 30   | 10 | 3   | 5   | 1   | 11 | 53:52 | 41   |
| 10.    | Francana        | 30   | 9  | 5   | 2   | 0   | 14 | 40:55 | 39   |
| 11.    | Nacional        | 30   | 10 | 2   | 4   | 1   | 13 | 53:50 | 38   |
| 12.    | Bragantino      | 30   | 8  | 5   | 3   | 2   | 12 | 41:47 | 37   |
| 13.    | Paraguaçense    | 30   | 8  | 1   | 4   | 1   | 16 | 40:53 | 30   |
| 14.    | São José        | 30   | 6  | 3   | 6   | 0   | 15 | 39:60 | 30   |
| 15.    | Comercial       | 30   | 6  | 4   | 4   | 0   | 16 | 36:70 | 30   |
| 16.    | Sãocarlense (1) | 30   | 7  | 3   | 5   | 1   | 14 | 41:52 | 27   |

(1): Kreeg vijf strafpunten voor het opstellen van een niet-speelgerechtigde speler.
|  | Kampioen |
|  | Promotie |

## Kampioen
| Campeonato Paulista de 2001 - Série A2 |
| São Paulo                              |
| -------------------------------------- |
| ETTI JUNDIAÍ Kampioen (1° titel)       |